# تشارلز هنري فولر
تشارلز هنري فولر هو صحفي وقسيس كندي، ولد في 11 أغسطس 1837 في Burford, Ontario ‏ في كندا، وتوفي في 20 مارس 1908 في نيويورك في الولايات المتحدة.